# ウィー・チャウ・ホウ
ウィー・チャウ・ホウ（Wee Chow Hou、1951年1月2日 - ）は、シンガポールの経済学者。

## 来歴
ウィー・チャウ・ホウは、シンガポール国立大学を卒業した後（1973年）、ウェスタン・オンタリオ大学で学士（1974年）、MBA（1976年）、博士号（1984年）を取得した。
その後、シンガポール国立大学の経済政策教授および経営学部長を務める。南洋理工大学戦略・マーケティング学部教授、アジア消費者洞察研究所（ACI）フェロー。2005年から2009年まで戦略・経営・組織学科長。中国のアモイ大学とマレーシアのトゥンク・アブドゥル・ラーマン大学の名誉教授も務める。フォーチュン・グローバル500にランクインする企業の顧問を務めるほか、300以上の論文と3冊の著書を執筆している。

## 受賞歴
- Gewinner der Academy of Marketing Science (1984)
- Ph.D. Paper Award (1985)
- Public Administration Medal in Silber (1995)
- Public Service Medal (1999)
- Public Service Star (2006)

## 著作
- Sun Zi Art of War: An Illustrated Translation with Asian Perspectives and Insights. Prentice-Hall, Pearson Education, Singapur 2003, ISBN 0-13-100137-X.
- Sun Zi Bingfa: Selected Insights and Applications to Business. Prentice-Hall, Singapur 2005, ISBN 981-06-7591-7.
- mit Fred Combe: Business Journey to the East: An East-West Perspective on Global-is-Asian. McGraw-Hill, New York 2009, ISBN 978-0-07-127802-7.